# Маріна Вільке
Маріна Вільке (нім. Marina Wilke, 28 лютого 1958) — німецька академічна веслувальниця.
Олімпійська чемпіонка 1976, 1980 років у складі вісімки.
Чемпіонка світу 1975 (вісімки), 1977 (розпашні четвірки зі стерновою) років, срібна призерка 1978, 1979 років у складі вісімки.